# Ngành công nghiệp thú cưng
Ngành công nghiệp thú cưng (Pet industry) là ngành công nghiệp thị trường gắn liền với các động vật bầu bạn (Companion animals). Ngành thú cưng bao gồm những thứ sản phẩm, dịch vụ gắn liền với hoạt động sản xuất, tiêu dùng và văn hóa gắn với thị trường thú cưng. Bên cạnh ngành thức ăn cho thú cưng chuyên về dinh dưỡng còn có đồ chơi cho thú cưng và chăm sóc sức khỏe cho thú cưng, các dịch vụ và sản phẩm mới như taxi cho thú cưng, nhà trẻ cho thú cưng (nội trú cũi), khách sạn cho thú cưng, cà phê thú cưng, thiết bị CNTT, phát thanh truyền hình, công viên giải trí và dịch vụ tang lễ cho thú cưng (mất mát thú nuôi) đang xuất hiện trên thị trường, bên cạnh đó các dịch vụ về vận chuyển thú cưng, dịch vụ làm hộ chiếu thú cưng, bảo hiểm cho thú cưng cũng phát triển mạnh mẽ, trong trên tất cả, thức ăn cho thú cưng là phân khúc chi tiêu lớn nhất, tiếp theo là chăm sóc thú y, tuy nhiên, trong mỗi phân đoạn thị trường, có một mức độ thay đổi về loại, chất lượng và giá cả của hàng hóa và dịch vụ.

## Tổng quan
Nuôi thú cưng không chỉ còn là sở thích của nhiều người mà đang trở thành một ngành kinh doanh có lợi, những dịch vụ đi kèm cũng trở nên sôi động với thu nhập lên tới hàng tỷ USD mỗi năm. Ngành công nghiệp chăm sóc thú cưng tỷ USD ra đời khi hàng triệu người trẻ cô đơn, trầm cảm phải tìm đến chó mèo để giảm muộn phiền. Tương lai của thị trường kinh doanh thú cưng không phải là với các sản phẩm và dịch vụ được sản xuất hàng loạt và tiêu chuẩn hóa. Chủ sở hữu thú cưng muốn các thành viên gia đình của họ được hưởng cùng chất lượng sản phẩm và dịch vụ tốt như họ sẽ đối xử với chính mình. Cùng với nhiều xu hướng tăng trưởng trong thị trường thú cưng, một trong những động lực lớn nhất là thay đổi nhận thức về vai trò của vật nuôi. Thú cưng hiện đang được xem rộng rãi như một thành viên không thể thiếu trong gia đình.
Năm 2013, thức ăn đứng đầu trong danh mục chi tiêu cho thú cưng với con số lên tới 21,57 tỷ USD, chiếm gần 39% tổng chi tiêu mà người nuôi đầu tư cho vật nuôi. Các chủ sở hữu thường chọn những loại thực phẩm có chất lượng tốt để nâng cao tuổi thọ của thú cưng. Sức khỏe là một trong những mối quan tâm hàng đầu đối với người nuôi thú cưng. Do đó, chi phí có dịch vụ này cũng không thấp, hơn một phần ba chi phí người nuôi bỏ ra cho thú cưng để chi tiêu cho các dịch vụ thú y. Phần còn lại dành cho việc mua phụ kiện, đồ ăn và sử dụng dịch vụ chăm sóc thú cưng. Trong năm 2013, người Mỹ phải trả 14,37 triệu USD cho dịch vụ chăm sóc sức khỏe thú cưng. Chăm sóc sức khỏe bao gồm khám định kì, chữa bệnh khi ốm đau, bổ sung vitamin cần thiết
Nhu cầu chăm sóc động vật luôn tồn tại trong các mùa, biên lợi nhuận trung bình với những người kinh doanh thú cưng và bản lẻ sản phẩm phụ kiện liên quan là 60%. Trong đó biên lợi nhuận của mặt hàng thức ăn chó mèo là 50% trong khi những phụ kiện, đồ chơi có thể đạt mức 70%, những thiết kế đồ chơi độc đáo hoặc quần áo cho thú cưng hay các mặt hàng xa xỉ khác có thể còn đạt biên lợi nhuận cao hơn nữa. Ngoài cung cấp sản phẩm, ngày càng nhiều cơ sở dịch vụ chăm sóc thú cưng cũng xuất hiện. Đời sống ở mức cao hơn thì nhu cầu chăm sóc vật nuôi cũng tăng theo.
Chi phí chăm sóc thú y cũng là nguồn lợi của ngành công nghiệp thú y này. Các chăm sóc thú y chủ yếu bao gồm thăm khám hàng năm và vắc-xin, xét nghiệm máu và làm sạch răng. Tuy nhiên, có sự phát triển bùng nổ trong các lĩnh vực chuyên môn về chăm sóc thú cưng như lĩnh vực thần kinh và ung thư. Ngoài ra, vật nuôi có thể có các trường hợp y tế khẩn cấp, cũng giống như chủ nhân của chúng. Ngoài ra, đối với những người nhận nuôi, các qui trình y tế và thuốc đắt đỏ có thể dẫn đến quyết định cái chết nhân đạo cho thú cưng, được gọi là an tử động vật.
PetCareRX.com liệt kê chi phí kiểm tra trung bình hàng năm từ $45 đến $50 và vắc-xin lên khoảng $18 mỗi lần, ví dụ như đứt dây chằng chéo trước ở chân của chó thường đi kèm với triệu chứng điển hình là chó co chân, chi phí cho phương án điều trị cũ cho tình trạng này là 1.200 đô la nhưng chi phí điều trị cao cấp, giúp chân của chó phục hồi hoàn toàn, có thể tốn kém đến 4.500 đô la. Đối với một số cá nhân có ý định nuôi thú cưng, viễn cảnh về mức chi phí y tế cao có thể là yếu tố ngăn cản việc nhận nuôi thú cưng.

## Tại Mỹ
Ngành công nghiệp vật nuôi truyền thống trị giá 60 tỷ USD ở Mỹ, đang được công nghệ hóa. Tiến bộ công nghệ làm cho các doanh nghiệp địa phương dễ dàng tham gia kinh doanh ngành vật nuôi. Hơn 65% hộ gia đình ở Mỹ sở hữu ít nhất một con vật nuôi và ngành công nghiệp vật nuôi đang được hỗ trợ bởi các sản phẩm máy móc hiện đại như nhà trông vật nuôi chủ có thể đi làm và quan sát qua camera, dịch vụ y tế tận nhà, chăm sóc sức khỏe vật nuôi qua phầm mềm cài đặt các chỉ số, dịch vụ tạo niềm hạnh phúc cho vật nuôi. Những ý tưởng làm giảm bớt sự bất tiện trong việc sở hữu thú cưng, cũng đem lại những cơ hội kinh doanh độc đáo. Có 68% hộ gia đình tại Hoa Kỳ có ít nhất một thú cưng, tương đương với 85 triệu hộ gia đình sở hữu vật nuôi. Đây là một sự gia tăng lớn đối 56% hộ gia đình sở hữu thú cưng vào năm 1988.
Không chịu ảnh hưởng của chu kì kinh tế, nhu cầu khách hàng ổn định và dễ dự đoán là hai trong số những lí do khiến thú cưng trở thành ngành hấp dẫn đối với những người muốn kinh doanh. Bất chấp suy thoái kinh tế, trong năm 2011, người Mỹ đã chi gần 51 tỷ USD cho thú cưng của mình. Hiệp hội Sản phẩm dành cho thú nuôi ở Mỹ (APPA) ước tính chi tiêu cho những dịch vụ đặc biệt dành cho thú cưng tăng từ 510 tỷ USD năm 2013 lên 620 tỷ USD năm 2017. Theo Hiệp hội sản phẩm vật nuôi Mỹ (APPA), doanh thu trong ngành công nghiệp vật nuôi đạt 62,75 tỷ USD trong năm 2017, tăng hơn 4% so với năm 2016. Tốc độ tăng trưởng trung bình hàng năm từ năm 2002 là 5,4% và doanh thu đã được tăng trưởng đều đặn trong hơn 20 năm..

## Châu Á
Trước đây, ngành công nghiệp thú cưng gần như chỉ thịnh hành tại các quốc gia phương Tây nhưng hiện, ngành công nghiệp này bắt đầu bùng nổ tại châu Á. Bộ Nông nghiệp Hàn Quốc cho biết ngành công nghiệp vật nuôi của Hàn Quốc đã tăng trung bình hơn 14% một năm kể từ năm 2014. Quy mô thị trường được tính toán là 2,6 nghìn tỷ KRW (2,1 nghìn tỷ USD) vào năm 2013, Số lượng người yêu thú cưng ước tính khoảng 10 triệu người trong 4,57 triệu hộ gia đình.
Chất lượng cuộc sống được nâng cao trong những năm gần đây đã khiến nhiều người dân Trung Quốc có thêm sở thích nuôi động vật trong nhà, gọi chung là thú cưng, theo ước tính của Euromonitor, vào năm 2022, người dân Trung Quốc sẽ chi tới 46,3 tỷ nhân dân tệ (7 tỷ USD) cho thú cưng, so với mức 17,5 tỷ nhân dân tệ trong năm 2017, giữa bối cảnh thị trường này tăng trưởng khoảng 20%/năm. Trong những năm gần đây, Trung Quốc đã chứng kiến một sự thay đổi thú vị trong thói quen chi tiền cho các loài vật nuôi, đặc biệt là loài chó.
Sự chuyển dịch trên cũng đã mở ra nhiều cơ hội kinh doanh tiềm năng, trong đó bao gồm các loại thức ăn cho chó nhập khẩu cũng như các khu giải trí dành cho vật nuôi. Sở thích nuôi thú cưng đang trở thành một xu hướng thịnh hành tại các thành phố lớn của Trung Quốc, qua đó tạo ra một ngành công nghiệp có tiềm năng lợi nhuận cao tại quốc gia châu Á này, số lượng chó cảnh tại Trung Quốc cũng tăng lên 27,4 triệu con, đứng thứ ba trên thế giới sau Mỹ và Brazil. Số lượng vật nuôi tăng mạnh đã kéo theo sự bùng nổ của thị trường dịch vụ cho thú cưng.

## Việt Nam
Ngành công nghiệp thú cưng được đánh giá là có tiềm năng lớn tại Việt Nam đang phát triển. Từ thú vui nuôi chó cảnh, nhiều người giờ đã tập trung vào phát triển, xây dựng những mô hình trại nuôi chó giống, trung tâm spa cung cấp dịch vụ chăm sóc và kinh doanh hiệu quả các giống chó cảnh đang được ưa chuộng trên thị trường. Ngành công nghiệp thú cưng được đánh giá là có tiềm năng lớn tại Việt Nam đang từng bước phát triển và ngày càng có nhiều doanh nghiệp nước ngoài tìm đến khai thác thị trường, thị trường ngành công nghiệp thú cưng ở Việt Nam có tiềm năng rất lớn khi trong 5 năm người nuôi thú cưng đang ngày một gia tăng và những chủ sở hữu thú cưng bắt đầu xem vật nuôi như là các thành viên trong gia đình, nhiều người trẻ sẵn sàng mua thức ăn thương mại dành cho thú cưng để đảm bảo sự phát triển tốt nhất cho thú cưng. Sự tăng trưởng của việc mua thức ăn vật nuôi chủ yếu giới hạn trong các thành phố lớn của Thành phố Hồ Chí Minh, Hà Nội, Hải Phòng, Đà Nẵng và Cần Thơ.
Thị trường cung cấp thức ăn cho thú cưng đa số của nước ngoài đưa về. Thị trường thức ăn công nghiệp dành cho chó ở Việt Nam hiện có dạng hạt khô đóng bao và thịt xay đóng hộp với các thương hiệu đến từ Thái Lan, Pháp, Czech, Mỹ như SmartHeart, Royal Canin, Fitmin, Invivo, ANF. Nhiều nhà sản xuất thức ăn thú cưng nước ngoài như Invivo NSA (Pháp), Smart Heart, Royal Canin tập trung vào việc xây dựng hệ thống phân phối sản phẩm thức ăn vật nuôi của họ tại Việt Nam để cải thiện hoạt động bán hàng qua các nhà bán lẻ và phòng mạch thú y để đáp ứng nhu cầu ngày càng tăng cao của người tiêu dùng và còn có thêm các nhà sản xuất thức ăn thú cưng nước ngoài như Invivo NSA đầu tư nhà xưởng sản xuất thức ăn chó mèo tại Việt Nam. Các loại thức ăn công nghiệp này có các vị thịt gà, thịt bò, cá hồi để chọn cho chó cưng loại thức ăn hợp khẩu vị và ngon miệng nhất.